# Марк ван Боммел
Марк ван Бо́ммел (нід. Mark van Bommelⓘ, IPA: [ˈmɑrk vɐn ˈbɔməl]; нар. 22 квітня 1977, Масбрахт) — колишній нідерландський футболіст, півзахисник. Багаторічний капітан збірної Нідерландів. 
По закінченню кар'єри — тренер. З липня по жовтень 2021 року працював головним тренером «Вольфсбургу».
Бувши гравцем, Марк ван Боммел мав не найкращу репутацію у футбольному світі. Він вважався досить грубим футболістом, який не цурався жодних засобів для того, аби відібрати м'яч, через що часто отримував червоні картки.

## Біографія

### Клубна кар'єра
Марк почав грати у футбол в РКВВ Маасбрахт, у клубі юний півзахисник отримав прізвисько «Чудовисько» (нід. Angst).
Уже 1992 року Марк підписав контракт з першим професійним клубом — сіттардською «Фортуною», що виступала в Ередивізі. Дебютний матч у чемпіонаті Марк провів 15 травня 1993 року проти «Камбюра» у віці 16 років, непогано зігравши в центрі оборони, проте в цьому ж сезоні команда покинула елітний дивізіон. Поступово ван Боммел став основним гравцем команди й допоміг клубу в сезоні 1994/95 повернутись в Ередивізі. Успішна гра молодого хавбека привернула увагу ПСВ, і влітку 1999 року ван Боммель перейшов в ейндховенський клуб.

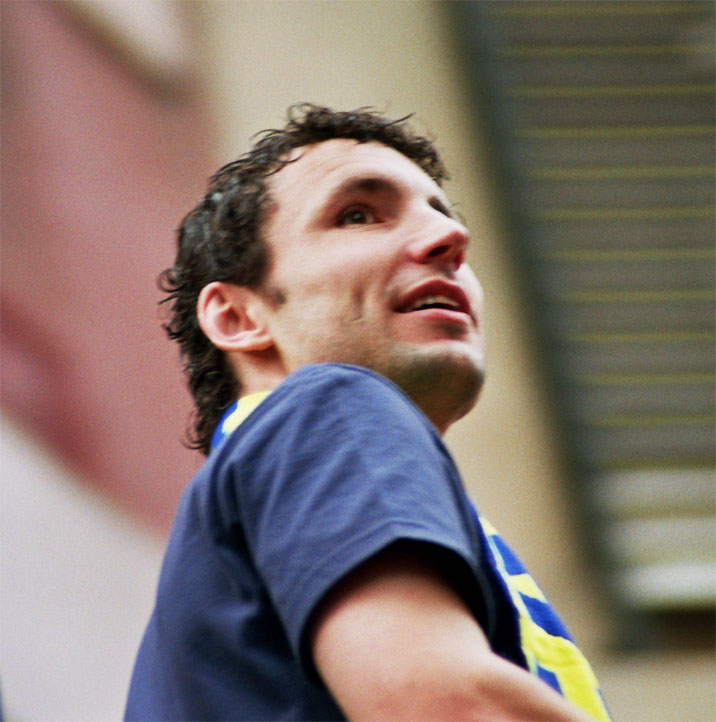
Марк ван Боммел під час виступів за «Барселону». 7 травня 2006

У складі ПСВ ван Боммел став чотириразовим чемпіоном Голландії (2000, 2001, 2003, 2005). За свою блискучу гру двічі — в 2001 і 2003 роках — визнавався найкращим гравцем року в Нідерландах. При чому, в своєму останньому сезоні за ПСВ в 2005 року ван Боммел допоміг команді не тільки стати чемпіонами країни, а й дійти до півфіналу Ліги Чемпіонів.
У травні 2005 року Ван Боммел підписав контракт з іспанською «Барселоною», з якою виграв чемпіонат Іспанії 2006 року і Лігу чемпіонів в сезоні 2005/06.
У серпні 2006 року ван Боммел перейшов мюнхенську «Баварію», ставши в ній одним з ключових гравців основи. У складі «Баварії» Ван Боммел двічі ставав чемпіоном Німеччини і володарем Кубка країни.
25 січня 2011 року ван Боммел підписав піврічний контракт з італійським «Міланом». Пізніше контракт був продовжений ще на рік. Після його завершення Марку пропонували продовжити договір і далі, однак він відмовився і 29 квітня 2012 року підписав однорічний контракт з ПСВ.
12 травня 2013 року, після завершення сезону 2012/13 Марк ван Боммел заявив про завершення кар'єри. Що цікаво, свій останній матч ван Боммель не дограв до кінця, отримавши червону картку на 71-й хвилині.
В підсумку, за свою довгу кар'єру Марк провів 682 матчів і забив 94 голи. Він ставав чемпіоном в усіх лігах, в яких йому доводилося грати, а також здобував найпрестижніший єврокубковий трофей, вигравши з «Барселоною» Лігу чемпіонів.

### Збірна

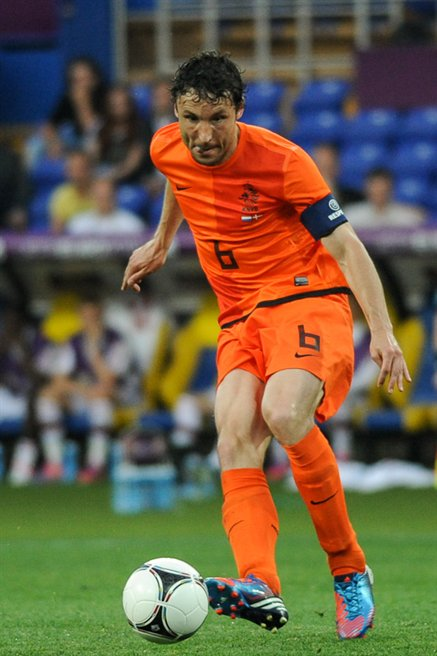
Марк ван Боммел на Євро-2012

За національну збірну Нідерландів ван Боммель дебютував 7 жовтня 2000 року в товариському матчі проти збірної Кіпру.
Проте в подальші роки Марку у складі збірної катастрофічно не щастило — спочатку команда не змогла потрапити на чемпіонат світу 2002 року, а потім Марк отримав травму і пропустив Євро-2004, а під час відбіркового етапу чемпіонату світу 2006 року, після матчу зі збірною Румунії, ван Боммель був відсторонений від ігор за збірну головним тренером Марко ван Бастеном за невиразну гру, проте на мундіаль 2006 року все ж поїхав. А на Євро-2008 ван Бастен знову не включив Марка у збірну, в результаті чого ван Боммель пропустив ще один великий турнір.
Ситуація змінилася лише після того, як голландську збірну очолив тесть Марка, Берт ван Марвейк. Після того ван Боммел став основним півзахисником збірної і взяв участь в Чемпіонаті світу 2010 року в ПАР, на якому зіграв в усіх семи матчах збірної на турнірі, і виграв разом з командою срібло турніру.
На Євро-2012 ван Боммель виводив на матчі команду як капітан, проте збірна Нідерландів програла всі три свої матчі в групі, після чого ван Боммел завершив виступи у збірній.

## Статистика

### Клубна

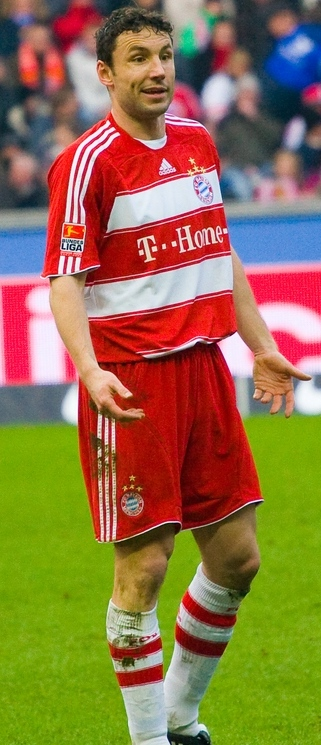
Марк ван Боммел під час виступів за «Баварію». 14 лютого 2009

| Клуб                | Сезон              | Ліга | Ліга  | Кубок | Кубок | Європа | Європа | Всього | Всього |
| Клуб                | Сезон              | Ігор | Голів | Ігор  | Голів | Ігор   | Голів  | Ігор   | Голів  |
| ------------------- | ------------------ | ---- | ----- | ----- | ----- | ------ | ------ | ------ | ------ |
| «Фортуна» (Сіттард) | 1992-93            | 1    | 0     | 0     | 0     | 0      | 0      | 1      | 0      |
| «Фортуна» (Сіттард) | 1993-94            | 13   | 0     | 0     | 0     | 0      | 0      | 13     | 0      |
| «Фортуна» (Сіттард) | 1994-95            | 31   | 7     | 0     | 0     | 0      | 0      | 31     | 7      |
| «Фортуна» (Сіттард) | 1995-96            | 27   | 0     | 0     | 0     | 0      | 0      | 27     | 0      |
| «Фортуна» (Сіттард) | 1996-97            | 19   | 0     | 0     | 0     | 0      | 0      | 19     | 0      |
| «Фортуна» (Сіттард) | 1997-98            | 31   | 1     | 0     | 0     | 0      | 0      | 31     | 1      |
| «Фортуна» (Сіттард) | 1998-99            | 31   | 5     | 0     | 0     | 0      | 0      | 31     | 5      |
| «Фортуна» (Сіттард) | Всього             | 153  | 13    | 0     | 0     | 0      | 0      | 153    | 13     |
| ПСВ (Ейндговен)     | 1999-00            | 33   | 6     | 0     | 0     | 0      | 0      | 33     | 6      |
| ПСВ (Ейндговен)     | 2000-01            | 32   | 7     | 4     | 0     | 11     | 2      | 47     | 9      |
| ПСВ (Ейндговен)     | 2001-02            | 23   | 4     | 3     | 0     | 7      | 2      | 33     | 6      |
| ПСВ (Ейндговен)     | 2002-03            | 28   | 9     | 3     | 0     | 6      | 0      | 37     | 9      |
| ПСВ (Ейндговен)     | 2003-04            | 23   | 6     | 1     | 0     | 8      | 1      | 32     | 7      |
| ПСВ (Ейндговен)     | 2004-05            | 30   | 14    | 3     | 1     | 14     | 2      | 47     | 17     |
| ПСВ (Ейндговен)     | Всього             | 169  | 46    | 14    | 1     | 46     | 7      | 229    | 54     |
| «Барселона»         | 2005-06            | 24   | 2     | 3     | 1     | 9      | 1      | 36     | 4      |
| «Барселона»         | Всього             | 24   | 2     | 3     | 1     | 9      | 1      | 36     | 4      |
| «Баварія»           | 2006-07            | 29   | 6     | 3     | 1     | 8      | 1      | 40     | 8      |
| «Баварія»           | 2007-08            | 27   | 2     | 6     | 0     | 13     | 1      | 46     | 3      |
| «Баварія»           | 2008-09            | 29   | 2     | 3     | 0     | 9      | 1      | 41     | 3      |
| «Баварія»           | 2009-10            | 25   | 1     | 4     | 0     | 9      | 1      | 38     | 2      |
| «Баварія»           | 2010-11            | 11   | 0     | 2     | 0     | 3      | 0      | 16     | 0      |
| «Баварія»           | Всього             | 121  | 11    | 18    | 1     | 42     | 4      | 181    | 16     |
| «Мілан»             | 2010-11            | 14   | 0     | 2     | 0     | 0      | 0      | 16     | 0      |
| «Мілан»             | 2011-12            | 25   | 0     | 3     | 0     | 6      | 0      | 34     | 0      |
| «Мілан»             | Всього             | 39   | 0     | 5     | 0     | 6      | 0      | 50     | 0      |
| ПСВ (Ейндговен)     | 2012-13            | 28   | 6     | 3     | 1     | 3      | 1      | 31     | 7      |
| ПСВ (Ейндговен)     | Всього             | 28   | 6     | 3     | 1     | 3      | 1      | 31     | 7      |
| Загалом за кар'єру  | Загалом за кар'єру | 536  | 78    | 43    | 5     | 115    | 13     | 682    | 94     |

### Збірна
| Збірна Нідерландів | Збірна Нідерландів | Збірна Нідерландів |
| Роки               | Ігри               | Голи               |
| ------------------ | ------------------ | ------------------ |
| 2000               | 3                  | 0                  |
| 2001               | 7                  | 4                  |
| 2002               | 5                  | 0                  |
| 2003               | 7                  | 1                  |
| 2004               | 8                  | 2                  |
| 2005               | 4                  | 0                  |
| 2006               | 6                  | 0                  |
| 2007               | 0                  | 0                  |
| 2008               | 6                  | 1                  |
| 2009               | 7                  | 1                  |
| 2010               | 14                 | 1                  |
| 2011               | 6                  | 0                  |
| 2012               | 6                  | 0                  |
| Всього             | 79                 | 19                 |

## Досягнення

### Гравець
| «Фортуна» (Сіттард) - Чемпіон Еерсте-Дивізі: 1995 ПСВ - Чемпіон Нідерландів: 1999-2000, 2000-01, 2002-03, 2004-05 - Володар кубка Нідерландів: 2004–05 - Володар суперкубка Нідерландів: 2000, 2001, 2003, 2012 «Барселона» - Переможець Ліги Чемпіонів: 2005-06 - Чемпіон Іспанії: 2005-06 - Володар суперкубка Іспанії: 2005, 2006 | «Баварія» - Чемпіон Німеччини: 2007-08, 2009-10 - Володар кубка Ліги: 2007 - Володар кубка Німеччини: 2007-08, 2009-10 «Мілан» - Чемпіон Італії: 2010-11 - Володар суперкубка Італії: 2011 | - Срібний призер чемпіонату світу: 2010 - Футболіст року в Нідерландах: 2001, 2005 |

### Тренер
«Антверпен»
- Володар Кубка Бельгії: 2022-23
- Чемпіон Бельгії: 2022-23
- Володар Суперкубка Бельгії: 2023